# Rupiá
Rupiá (en catalán y oficialmente Rupià) es un municipio español de la comarca del Bajo Ampurdán, en provincia de Gerona, Cataluña. Está situado al noroeste de la capital comarcal, sobre una zona volcánica. Incluye los agregados de Sobrevila y La Talaia.

## Historia
En el término se han encontrado vestigios de un poblado ibérico y abundantes restos de época romana.
Aparece documentado por primera vez en 1139 con la forma Rupinianum. El núcleo de población fue amurallado a finales del siglo XV.

## Demografía
Rupiá cuenta con una población de 330 habitantes (INE 2024).
| Gráfica de evolución demográfica de Rupiá entre 1842 y 2021                                                         |
| |
| Población de derecho según los censos de población del INE Población de hecho según los censos de población del INE |

## Economía
Agricultura de secano y ganadería bovina y porcina. 

## Lugares de interés
- Castillo de Rupiá, de estilo gótico, de los siglos XIV y XV.
- Murallas medievales.
- Iglesia de San Vicente, de estilo gótico.
- Olivo de Mas Llorà, de 6 m de circunferencia, considerado el más grande del Mediterráneo.